# غاريث إيفانز (لاعب كرة قدم)
غاريث إيفانز (بالإنجليزية: Gareth Evans)‏ (15 فبراير 1981 بليدز في المملكة المتحدة - ) هو لاعب كرة قدم بريطاني في مركز الدفاع. شارك مع منتخب إنجلترا تحت 18 سنة لكرة القدم. أما مع النوادي، فقد لعب مع ليدز يونايتد ونادي بلاكبول وهدرسفيلد تاون.

## وصلات خارجية
- غاريث إيفانز على موقع قاعدة بيانات كرة القدم.إي يو (الإنجليزية)
- غاريث إيفانز على موقع Soccerbase.com (لاعب) (الإنجليزية)
- غاريث إيفانز على موقع عالم كرة القدم.نت (الإنجليزية)